# Philippe Mauduit
Philippe Mauduit, nascido a 10 de fevereiro de 1968 em Tours, é um ciclista francês que foi profissional em 1999. Depois de sua retirada converteu-se em diretor desportivo fazendo estas funções atualmente no conjunto UAE Team Emirates.

## Palmarés
- 1994
  - Tour de Corrèze, mais 1 etapa

- 1997
  - Tour de Guadalupe